# 1005 هـ
ألف وخمسة 1005 هـ هي سنة في التقويم الهجري امتدت مقابلةً في التقويم الميلادي بين سنتي 1596 و1597.

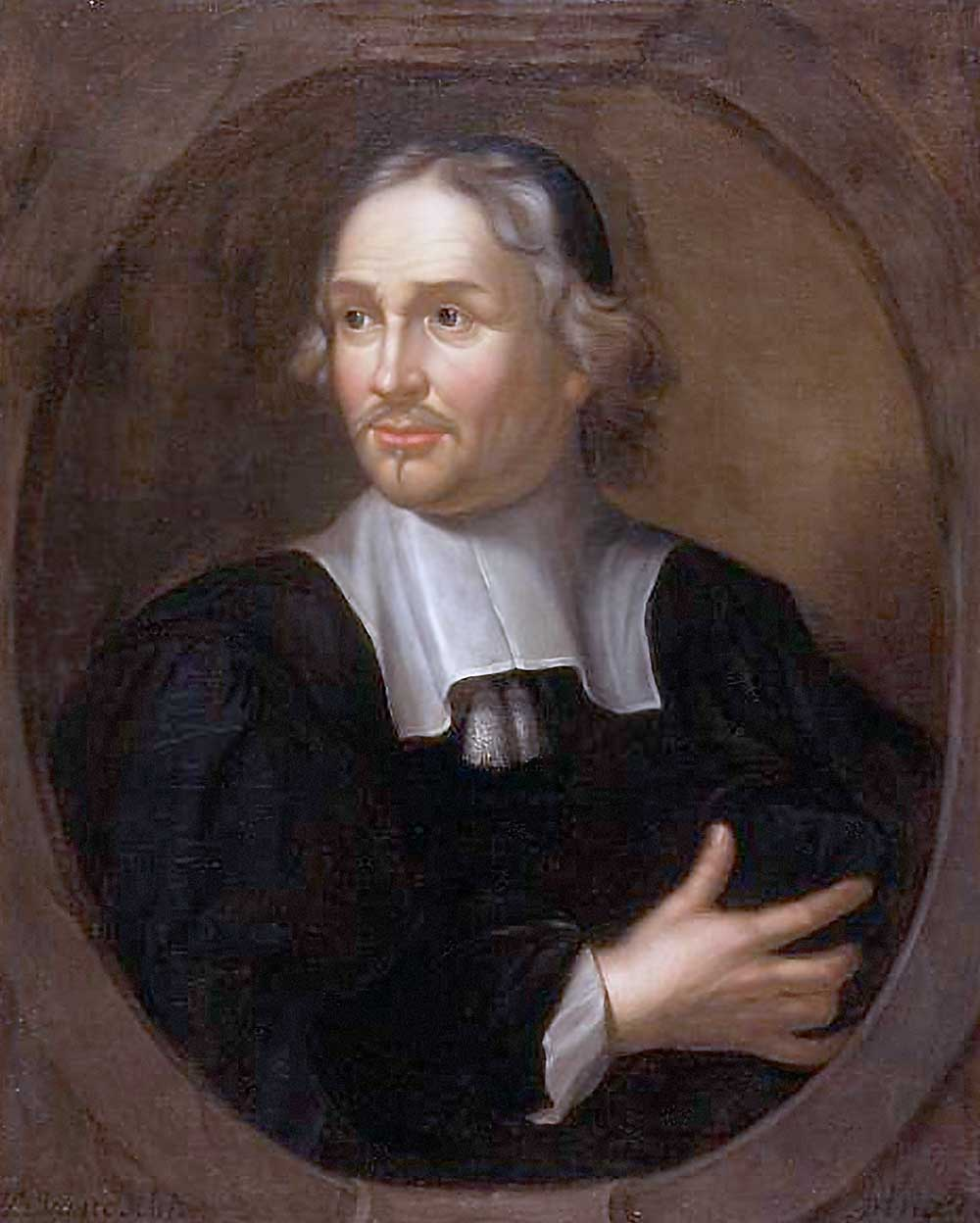
ياكب يوليوس

## مواليد
- ياكب يوليوس